# Lepanus penelopae
Lepanus penelopae là một loài bọ cánh cứng trong họ Bọ hung (Scarabaeidae).